# Záviš z Falkenštejna (opera)
Záviš z Falkenštejna je velká historicko-romantická opera o čtyřech jednáních českého skladatele Josefa Richarda Rozkošného na libreto českého dramatika a překladatele Jindřicha Hanuše Böhma na námět stejnojmenné činoherní tragédie básníka Vítězslava Hálka. Opera byla napsána v letech 1871-1877 a premiéru měla 14. října 1877 v pražském Prozatímním divadle.

## Vznik a historie díla
Bezprostředně po rozhodném úspěchu svých Svatojanských proudů (1871) chtěl Rozkošný pracovat na ještě ambicióznějším díle, totiž na velké opeře s tématem z českých dějin. Libreto zabývající se známou postavou Záviše z Falkenštejna mu měl dodat dramatik Jindřich Hanuš Böhm (tehdy již známí jako libretista Šeborovy Drahomíry a Hřímalého Zakletého prince a Švandy dudáka), avšak právě jeho otálení s dokončením libreta vedlo ke značným průtahům v kompozici, která tak mohla být dokončena až roku 1877. Stejně jako v případě Svatojanských proudů si Rozkošný ještě nedůvěřoval v instrumentaci, se kterou mu proto vypomohl jeho přítel skladatel Karel Šebor.
Zmatené a nabubřelým jazykem psané libreto však bylo pro Záviše z Falkenštejna prvním kamenem úrazu. Eliška Krásnohorská se mu v dopise Bedřich Smetanovi z 23. října 1877 (Böhm byl v tisku jeho protivníkem) nepokrytě pošklebovala: „…posílám Vám zároveň pod křížovou obálkou jedno povedené arcidílo umění libretistického, „Záviše“ (velmi k nepoznání šikovně zbásněného dle Sim. Macháčka, staré paměti, i dle Hálka), a jsem přesvědčena, že nyní nebudete už od nikoho jiného chtít libreta než od velkého Jindřicha Böhma…“. Kritik mladočeských Národních listů J. L. Procházka o libretu tvrdil, že „zcela dle obvyklého receptu operistického sděláno jest a co do myšlenky a slohu dojem velmi spěšné práce činí“ a že „[n]epřirozenost, umělá líčenost mluvy, kterouž libretista osobám svým klade do úst, byla skladateli nepřemožitelnou téměř překážkou, aby fantasii své byl dal zcela volnou uzdu“. I jinak měla kritika pro autora jasný vzkaz: „Jen ať, probůh, je budoucně kritičtějším při volbě libreta.“ Ale i Rozkošného převážně lyrický talent se zjevně míjel se žánrem velké historicko-romantické opery, Procházka mu vyčítal nepřesvědčivou deklamaci a v porovnání s Mikulášem litoval ztráty melodičnosti a závažnější významnosti myšlenky. Staročeská Politik projevovala větší nadšení libretem („bohatý děj odpovídající všem požadavkům na moderní operní libreto“), tak hudbou („slyšíme jeho skladbou prostupovat ušlechtilost romantiky, vysokodramatický element, v němž se objevují skutečně mistrnou rukou vpletené nejpůvabnější melodie“).
Zajímavá hudební citace se objevuje v posledním aktu: Záviš při předvídání konce Přemyslovského rodu cituje zlidovělou píseň Doorávám, dokonávám pocházející původně z opery Františka Škroupa Libušin sňatek.
Nastudování opery v Prozatímním divadle bylo velmi pečlivé (i když Procházka hovoří o „všelikých nejapnostech scénických“), byly pořízeny některé nové dekorace, a přijetí při premiéře bylo příznivé, i když „[o]becenstvo prokazovalo pochvalu a uznání více celku než jednotlivým částem“. Avšak již další představení, skladatelova benefice 19. října, ukázalo nezájem obecenstva o novou operu. Ta se nakonec dočkala jen dvou repríz, které jí zaručoval systém abonentních cyklů Prozatímního divadla. Vícekrát se Rozkošného Záviš z Falkenštejna na jevišti neobjevil. Neúspěch Záviše na dlouho poznamenal Rozkošného kariéru; obě jeho následující opery Mladí pytláci a Alchymista, psané v romantickém duchu opět na Böhmova libreta, nebyly ani přijaty k provozování.
Libreto Záviše z Falkenštejna vyšlo ve vydavatelství Mikuláš a Knapp v Praze (Karlíně) při příležitosti premiéry. Notový materiál se nachází v archivu Národního divadla.

## Osoby a první obsazení
| osoba | hlasový obor | premiéra (14. 10. 1877) |
| --- | ------------ | ----------------------- |
| Král Václav II., syn Přemysla Otakara II. | mezzosoprán  | Marie Cachová           |
| Králová Kunhuta, vdova po Otakaru, máť Václavova, zasnoubená Záviši | soprán       | Terezie Boschettiová    |
| Záviš z Falkenštejna, pán z Růže a na Krumlově, nejvyšší komoří v Čechách | tenor        | Antonín Vávra           |
| Jitka, sestra krále Ladislava Uherského | soprán       | Marie Sittová           |
| Milota z Dědic, z rodu Vítkovců, zemský hejtman na Moravě | bas          | Karel Čech              |
| Jindřich z Kunrinků, mladší pán na Vitorazi | tenor        | Jan Šára                |
| Mikuláš, vévoda opavský, syn krále Přemysla Otakara z levého boku | baryton      | Josef Lev               |
| Vyslanec Jindřicha VI. a vyslanec Ladislava Uherského, Vítkovci, čeští páni, dvořanstvo, panoši a zbrojnošové, stráže, mniši kláštera minoritského ve Znojmě, klášterský vrátný, kojná Jitčina, korouhevníci, hlasatelé. |              |                         |
| Dirigent: Adolf Čech, režisér: Edmund Chvalovský |              |                         |

## Děj opery
Děj opery se odehrává ve Znojmě, v Praze a na Hluboké v letech 1279–1290.

### 1. jednání
(Chrámová předsíň v klášteře minoritském ve Znojmě s rakví Přemysla Otakara II.) Tělo slavného českého krále Přemysla Otakara II. je po prohrané bitvě na Moravském poli prozatímně uloženo v minoritském klášteře ve Znojmě. Chrám je zpravidla otevřen lidu, který přichází zhlédnout mrtvolu panovníka považovaného za neporazitelného, ale dnes je uzavřen, neboť se zde má konat svatba královny-vdovy Kunhuty a předáka z rodu Vítkovců, pohledného a duchaplného Záviše z Falkenštejna. Mnich kláštera přivádí k Otakarově rakvi knížete Mikuláše, králova levobočka a opavského vévodu. Ten se o samotě obrací k mrtvému otci, stěžuje i na nestoudnost vdovy a proradnost Vítkovců a přísahá, že ochrání práva mladého Václava, dědice království (árie Mikuláše Kde, ó kde tu dříve velký Otokar?... Reku, jemuž nestačila otců říše). Mikuláš se ukryje; do místnosti vchází hlava rodu Vítkovců a muž, který krále v bitvě v osudnou chvíli zradil, Milota z Dědic. S nenávistnými slovy proti mrtvému vladaři odchází opět do chrámu. Avšak mnich, který ho provázel, je ve skutečnosti Jindřich z Kunrinků, kdysi jeden z nejoddanějších nápadníků ovdovělé královny. Nyní se sem vloudil, aby na vlastní oči spatřil její sňatek se Závišem (scéna Jindřicha a Miloty Kdo říci můž, ta klenba Páně a zpěv Jindřicha Jdi, padouchu, svou co slávu zvratkou).
Svatební průvod, v němž se nacházejí i cizí vyslanci, dvořané a čeští pánové s Vítkovci v čele, je vítán Milotou a vchází do hlavního prostoru chrámu. Kunhuta poznává v mnichovi, který jí podává upuštěný růženec, Jindřicha, jehož však s posměškem odmítá (svatební průvod, zpěv Miloty se sborem Jménem osiřelé vlasti, mocný pane… Skvělá růže z Falkenštejna). Zatímco uvnitř chrámu probíhá svatební obřad (sbor na kůru Deus tuorum militum), Jindřich se pokouší modlit, ale nemůže se zbavit myšlenky na ženu, která pohrdla jeho srdcem. Svolává na ni i Záviše kletbu a přísahá pomstu za zrazeného krále (árie Jindřicha Viděl jsem ji – viděl – v celé pýše… Královský jí diadem). Na ta slova z úkrytu vystoupí Mikuláš a uzavírá s Jindřichem spojenectví (dialog a dvojzpěv Jindřicha a Mikuláše Amen, amen… Mstíti hanbu v hrobu lůně). Vrací se svatební průvod. Záviš prohlašuje, že se zasadí o vykoupení zajatého kralevice a jeho uvedení na trůn, ale Milota již plánuje nastolení Vítkovců na místo Přemyslovců. I Mikuláš s Jindřichem v Závišovu postupu tuší léčku. Lid však provolává slávu Kunhutě, Závišovi i Václavovi (finále: svatební průvod a kvintet se sborem Ač v trůnním lesku ovdovělá kněžna… Mé to bude vroucí snahy).

### 2. jednání
(Hodovní síň v Praze na Vyšehradě) Královna prožívá se Závišem idylu, naslouchajíc jeho písni provázené zvukem varyta (Závišova píseň Ach, ty růže, krásná růže). Avšak Záviše mučí ctižádost, nechce být pouhým manželem královy matky, a Kunhuta mu po dlouhém váhání slibuje v jeho plánech pomoc (duet Díky, pěvče! Jak dávno tomu… Což nejsem tobě, čím jsem byla?). Milota a další pánová přivádějí mladého krále, třináctileté pachole, vracejícího se z braniborského zajetí. Ten se srdečně s důvěrou vítá nejen s matkou, ale též se svým „druhým otcem“ Závišem, jehož vyznamenává (scéna Václava, Záviše, Kunhuty, Miloty a sboru Srdce mé, již neběduj!... Rána, z nížto krvácela vlasti). Zatímco všichni odcházejí hodovat, Milota vzbuzuje u Záviše milostný zájem o mladou princeznu Jitku, dceru uherského krále Ladislava dlící nyní na výchovu na českém dvoře, neboť jeho úklady počítají i s odstraněním Kunhuty.
Následuje oslava a pochodňový tanec, který však přeruší hluk potyčky z nádvoří. Byli nalezeni vyzvědači moravského pána a Závišova protivníka Gerharda z Obřan a jediným z nich, který potyčku přežil, je Jindřich z Kunrinků. Záviš nařizuje Jindřichovu popravu, Václav jmenuje Záviše velitelem výpravy proti Gerhardovi na Moravu. Kunhuta, vyčerpaná vnitřním bojem, cítíc vinu za Jindřichovo neštěstí i obávajíc se manželovy nepřítomnosti, klesá ve mdlobách (scéna Slyšte slova nemilého… Matko, zřítelnice moje). Když po chvíli žádá o nápoj, Milota vyzývá Jindřicha jakožto členka starého rodu rakouských nejvyšších číšníků, aby ho královně podal – avšak otrávený. Jindřich se zpěčuje, ale Milota si získává jeho poslušnost, neboť drží v zajetí Jindřichova otce (dialog Vzpamatuj se, krásná paní). Jindřich tedy podává Kunhutě pohár, ta jej vyprázdní a vzápětí umírá (Kunhutin zpěv Dojmem proudných citů mocných). Milota nechává Jindřicha uprchnout a svolává všechny zpět. Nad mrtvou královnou truchlí její syn Václav i Záviš, ten však méně upřímně, neboť jeho vášeň již patří Jitce.

### 3. jednání
(Osamotnělý sad podle zahrady kláštera svaté Anežky) Je jedenáct hodin večer. V zahradě se scházejí četní členové rodu Vítkovců (sbor Bratři, spějme k cíli svému… Poklesejte ratolesti). Milota popisuje situaci: rod Přemyslovců je „chřadnoucí chudobička“, Záviš již má ve svém držení korunovační klenoty a mohl by získat i královskou hodnost (zpěv Miloty se sborem Nuže zkvítej rodů našich). Zatímco se Vítkovci radí, naslouchá jim ve skrytu Jindřich z Kunrinků (zpěv Vášeň lásky kam zavedla). Vítkovci se rozhodují sesadit Václava a korunovat Záviše, který teď sám přichází, přijímá hold a vysílá Milotu do Uher, aby požádal krále Ladislava o Jitčinu ruku.
Záviš v zahradě osamí. Brzy přivádí stará důvěrnice Jitku. Zamilovaný Záviš a obdivuplná Jitka si vyznávají lásku a opěvují vlahou noc (duet Ty, jež jsi z říše nebeské… Muži drahý, muži velký). Jitka pak ale začne vyprávět Závišovi svůj dnešní sen o králi, který měl krásnou ženu, avšak přestal ji milovat, a když nosila pod srdcem jeho dítě, dal ji utratit jedem. Současně s Jitčiným vyprávěním má Záviš vidění: zjevuje se mu duch zavražděné Kunhuty, který pokračuje v příběhu započatém Jitkou a zve Záviše k sobě dříve, než uplyne rok (Jitčino/Kunhutino vyprávění Mně zdálo se, že viděla jsem krále a Závišovo vidění Jak ohyzdně se měsíc směje!... Shora, zdůli spějte vůli).

### 4. jednání
(Skvostná síň na hradě Hluboké) Záviš očekává na svém hradě příjezd krále Václava i uherského krále Ladislava, Jitčina otce, pod záminkou křtin. Nemůže však starostmi spát (árie Jak důležitý pro mne den). V síni jej vyhledá Jitka; Závišovo chování v ní vyvolává obavy, velmoži se ji však podaří uklidnit (duet Jitřenko ty milojasná). Znovu o samotě Záviš zjevuje svůj pravý úmysl: hodlá Václava otrávit a s Ladislavovou vojenskou pomocí se zmocnit českého trůnu. Ze schrány vyjímá českou královskou korunu a posazuje si ji na hlavu (árie Tak stát se musí!... Dooráno, dokonáno). V této situaci jej najde Jitka. Je zaražena, pak odvádí Záviše k hostům.
Do síně proniknou Mikuláš a Kunrink se svými zbrojnoši; přišli Záviše soudit. Záviš vběhne zpět jako v pomatení: zdá se mu, že jej pronásleduje Kunhutin duch. I v Mikulášovi zprvu vidí ducha krále Otokara. Mikuláš přišel svého otce pomstít; má s sebou list krále Václava odsuzujícího Záviše k smrti. Záviš se brání, probodne Kunrinka, ale je odzbrojen a přes prosby Jitčiny odveden na smrt; král Ladislav nedorazil. Mikuláš z výklenku sleduje Závišovu popravu (finále Stráže kol mi rozestavte… Aj, co následuješ mne?... Ty vyprávěls mi krásný sen… Ba popraviště jeho trůn).

## Nahrávky
Existuje dosud nevydaná nahrávka slavnostního pochodu z opery, pořízená Československým rozhlasem v Praze roku 1947. Vládní dechovou hudbu řídí Václav Thier